# Will Thorp
Will Thorp (Frome, 21 juni 1977) is een Brits acteur.

## Biografie
Thorp studeerde aan de St. Augustine's Catholic College in Trowbridge, Bath College in en Musical Youth Theatre Company beide in Bath. Het acteren heeft hij voor zes jaar geleerd aan de National Youth Theatre, een jeugdtheater in Londen, en in 2000 studeerde hij af aan de Bristol Old Vic Theatre School in Bristol.
Thorp begon in 2003 met acteren in de korte film Boys Will Be Boys, waarna hij nog meerdere rollen speelde in films en televisieseries. Hij is vooral bekend van zijn rol als Paul 'Woody' Joyner in de televisieserie Casualty waar hij in 49 afleveringen speelde (2004-2005), en van zijn rol als Chris Gray in de televisieserie Coronation Street waar hij in 108 afleveringen speelde (2010-2011).

## Filmografie

### Films
Uitgezonderd korte films.
- 2022 The Gallery - als Robin
- 2021 Resurrection - als Cornelius
- 2019 Bruno - als Steve
- 2019 Türk Isi Dondurma - als kapitein Wayne
- 2018 The Last Witness - als kolonel Janusz Pietrowski
- 2017 Unspeakable - als Sean
- 2015 Unhallowed Ground - als Shane
- 2008 Hughie Green, Most Sincerely - als medewerker televisiestudio
- 2005 Friends & Crocodiles - als soep man

### Televisieseries
Uitgezonderd eenmalige gastrollen.
- 2021-2023 All Creatures Great and Small - als Gerald Hammond - 13 afl.
- 2022 Roslund & Hellström: Cell 8 - als Dexter - 6 afl.
- 2020 Silent Witness - als Peter Forbes - 2 afl.
- 2015 A.D. The Bible Continues - als Cornelius - 11 afl.
- 2014 In the Club - als DS Jackson - 2 afl.
- 2010-2011 Coronation Street - als Chris Gray - 108 afl.
- 2006 Doctor Who - als Toby Zed - 2 afl.
- 2004-2005 Casualty - als Paul 'Woody' Joyner - 49 afl.
- 2005 Casualty @ Holby City - als Paul 'Woody' Joyner - 2 afl.

- Library of Congress Control Number: no2010162929
- Virtual International Authority File: 149353121
- WorldCat: E39PBJjhFj67dFJ6YBJgyWyWXd